# حمیدرضا صدر
حمیدرضا صدر (۳۰ فروردین ۱۳۳۵ – ۲۵ تیر ۱۴۰۰) نویسنده، منتقد سینما و مفسر فوتبال بود. او در دههٔ ۸۰ و ۹۰ خورشیدی به عنوان کارشناس فوتبال به برنامه‌های صدا و سیما دعوت می‌شد. وی همچنین کارشناس سینما و منتقد فیلم بود که در نشریه هفت و ماهنامه فیلم به مدتی طولانی می‌نوشت.

## زندگی و خانواده
حمیدرضا صدر در ۳۰ فروردین ۱۳۳۵ در محلات به دنیا آمد. سید محسن صدر از نخست‌وزیران ایران در عصر پهلوی، عموی پدرش بود. وی دارای دو برادر با نام‌های امیرحسین و شاهین و دو خواهر بنام مهشید و مهرناز می‌باشد. حاصل ازدواج او و مهرزاد دولتی دختری با نام غزاله صدر می‌باشد.
صدر سال‌های کودکی و جوانی را در ایران سپری کرد و سپس مدتی برای تحصیل راهی انگلستان شد و پس از اتمام تحصیلات خود به ایران بازگشت. وی تا سال‌های آخر عمر خود در ایران زندگی می‌کرد تا آنکه پس از ابتلا به بیماری سرطان برای ادامه فرایند درمان خود راهی کالیفرنیا آمریکا شد و تا پایان عمر خود نیز در آنجا ماند. بنا به توصیه صدر، پیکر او در ایران و در بهشت زهرای تهران دفن شده‌است.

## تحصیلات
او در ایران و انگلستان تحصیل کرد. صدر دانش‌آموختهٔ کارشناسی اقتصاد از دانشکده اقتصاد دانشگاه تهران و کارشناسی ارشد شهرسازی از دانشکده هنرهای زیبای دانشگاه تهران و دکترای برنامه‌ریزی شهری از دانشگاه لیدز بریتانیا بود.

## روزنامه‌نگاری
حمیدرضا صدر نویسنده ثابت مجله فیلم بود و با نشریات زن روز، هفت، مجله سروش، تهران امروز، وبگاه گل و تعدادی نشریه ورزشی همکاری داشت.
تحلیل فوتبال
صدر در اکثر برنامه‌های زنده فوتبال در شبکه سوم سیما حضور داشت. او همچنین در برنامه آنسوی نیمکت در شبکه ورزش به عنوان کارشناس شرکت می‌کرد. همچنین، وی در مستند تاریخچه شهرآورد فوتبال ایران ساختهٔ مزدک میرزایی به عنوان کارشناس کار کرده‌است.
اگرچه صدر دربارهٔ تاریخ فوتبال اطلاعات زیادی ارائه می‌داد، به گفته خودش نسبت به دیدگاه بازیکنان و مربیان حرفه‌ای فوتبال «در سیاره دیگری به سر می‌برد» و بعضی از کارشناسان با تحلیل‌های فنی او موافق نبودند.
تحلیل سینما
صدر در ستون هنری شرق و ستون تحلیل سینمای جهان بانی‌فیلم مقالات خود را چاپ می‌کرد. وی همچنین در برنامه‌های تماشاخانه ایرانشهر شرکت می‌کرد. وی در گذشته در ماهنامهٔ سینمایی فیلم تحلیل روز سینمای جهان را انجام می‌داد و همچنان به خاطر تحلیل‌ها و نقدهایش در جشنواره فیلم لندن شناخته می‌شود.

## درگذشت
در تیر ماه ۱۴۰۰ برای بار نخست خبر ابتلای صدر به بیماری سرطان رسانه‌ای شد. دختر او با اعلام خبر ابتلای پدرش به بیماری سرطان بیان داشت که او قریب به سه سال بوده‌است که با این بیماری دست‌وپنجه نرم می‌کرده‌است. در مقطعی از ابتلا به بیماری وضعیت وی رو به وخامت گذاشت و بابت همین موضوع و عدم کشش بدن، شیمی‌درمانی او متوقف شد. سرانجام وی در صبح روز ۲۵ تیر ۱۴۰۰ براثر بیماری سرطان درگذشت. بنا به وصیت وی، پیکر او از آمریکا به ایران انتقال پیدا کرده و در گورستان بهشت زهرای تهران به خاک سپرده شد.

### تالیف
| سال انتشار | نام کتاب                                                       | انتشارات                       | توضیحات |
| ---------- | -------------------------------------------------------------- | ------------------------------ | --- |
| ۱۴۰۱       | همیشه بازمی‌گردم...                                             | نشر گیلگمش (متعلق به نشر چشمه) | کتابی که در آن بخشی از یادداشت‌ها و جستارنویسی‌های حمیدرضا صدر دربارهٔ سینما، فیلم‌ها و سریال‌ها، کارگردانان و بازیگران مختلف گردآوری شده‌است. |
| ۱۴۰۰       | از قیطریه تا اورنج کانتی                                       | نشر چشمه                       | تک‌نگاری از روزهای مبارزه و مواجهه نویسنده با بیماری سرطان است. روایت با زاویه دید دوم شخص دنبال می‌شود. نگارش کتاب از سال ۱۳۹۷ با اطلاع نویسنده از بیماری سرطان خود و مهاجرتش به آمریکا آغاز شد. به خواست نویسنده این کتاب مدتی پس از مرگ او در شهریور سال ۱۴۰۰ خورشیدی،منتشر شد. در فاصله کوتاهی سه بار تجدید چاپ شد. |
| ۱۳۹۷       | پیراهن‌های همیشه مردان فوتبال: تک‌نگاری‌ها شابک ‎‭۹۷۸-۶۰۰-۲۲۹-۸۷۹-۹‬‬ | نشر چشمه                       | کتاب «پیراهن‌های همیشه» مجموعه‌ای از یادداشت و تک‌نگاری حمیدرضا صدر دربارهٔ چهره‌های مهم تاریخ فوتبال در ایران و جهان است؛ او در این اثر دربارهٔ چهره‌هایی مانند جوزپه مئاتزا، اریک کانتونا، فرانتس بکن بائر، پله، دیگو مارادونا، روبرتو باجو، الیور کان، الکساندرو دل پیه رو، لیونل مسی، زین الدین زیدان، کریستینا رونالدو، تیری آنری و … قلم زده‌است. همچنین تک‌نگاری را نیز به همایون بهزدای اختصاص داده‌است. |
| ۱۳۹۶       | سیصد و بیست و پنج شابک ‎‏‫‬‭۹۷۸-۶۰۰-۲۲۹-۷۶۸-۶‬                       | نشر چشمه                       | کتاب سیصد و بیست و پنج روایتِ ۳۲۵ روز نخست‌وزیری حسنعلی منصور است. نویسنده در این کتاب نیز مانند روایتِ تو در قاهره خواهی مُرد به سراغ روایتِ تاریخی رفته‌است و زاویه دید دوم شخص را برای خلق این روایت انتخاب کرده‌است. در معرفی این اثر آمده‌است؛ «حسنعلی منصور در حالی که هنوز یک سال کامل هم نخست‌وزیر نبود، مقابل مجلس شورای ملی به دست گروه فدائیان اسلام ترور شد و چند روز بعد از دنیا رفت. منصور هنگام مرگ چهل و یک‌سال داشت. حمیدرضا صدر در این روایت نفس‌گیر و جذاب روزگار و ذهن منصور را گره زده با اتفاق‌ها و ماجراهایی که او در سال‌های کوتاه زندگیش درک کرد.» |
| ۱۳۹۶       | ‏‫پسری روی سکوها‮‬ شابک ‎۹۷۸-۶۰۰-۶۸۴۶-۲۷-۹                          | نشر چشمه                       | عنوان کامل کتاب هست؛ پسری روی سکوها: وقایع‌نگاری چهار دهه‌ای فوتبال ایرانی. چاپ نخست اثر را نشر به‌نگار منتشر کرده‌است. کتاب دربرگیرنده جزییات گفته و نگفتهٔ بیش از چهار دهه فوتبال ایران است. در عین حال بازتابندهٔ تاریخ و سیاست در این چهل سال است. مستند به گزارشِ ایینا این اثر در مدت کوتاهی مورد توجه منتقدان ادبی و اهالی فوتبال قرار گرفت. نویسنده در این نوشتار قالبی میان گزارش‌نویسی، تاریخ‌نگاری، خاطره‌نویسی و ادبیات داستانی را برای نثر اثرش برگزیده است و بیان مؤلف در هر یک از بخش‌ها به یکی از این چهارگونه نگارشی نزدیک می‌شود. انتخاب زاویه دید دوم شخص برای روایت حادثه‌ها در بسیاری از قسمت‌های کتاب، رنگ و لعابی داستانی به متن داده‌است. هرچند که صدر در قسمت‌هایی از کتاب به این دیدگاه وفادار نبوده و گاهی هم زاویه دید اول شخص را جایگزین آن کرده‌است. |
| ۱۳۹۳       | تو در قاهره خواهی مرد شابک ‎‫‭۹۷۸-۶۰۰-۷۲۸۳-۲۴-۰‬‬‬                   | نشر چشمه                       | این رمان زمستان سال ۱۳۹۲ مجوز نشر گرفت کتاب روایتگر زندگی محمدرضا پهلوی است. همان آغاز نیز مورد استقبال مخاطب‌ها قرار گرفت. سه هفته پس از عرضه سه بارتجدید چاپ شد. رمان «تو در قاهره خواهی مرد» نامزد جایزه ادبی اکنون شد و همچنین در بخش مستندنگاری جایزه جلال آل‌احمد تقدیر شد. چاپ هشتم این اثر سال ۱۴۰۰ منتشر شده‌است. |
| ۱۳۹۳       | روزی روزگاری فوتبال شابک ‎۹۶۴-۶۶۵۲-۱۶-۶‬                         | نشر چشمه                       | برای اولین بار، در زمستان ۱۳۷۹ توسط نشر آویژ منتشر شد. چاپ جدید آن با بازبینی پس از چهارده سال عرضه شد. تا سال ۱۴۰۰ برای نهمین بار تجدید چاپ شده‌است. کتاب، نگاهی دارد به تاریخ و جامعه‌شناسی اجمالی فوتبال در سراسر جهان و خصوصاً کشورهای صاحب سبک در فوتبال مانند انگلستان، ایتالیا، اسپانیا و … است. نویسنده در این کتاب فوتبال، مردم و سیاست در فرهنگ‌های مختلف را بررسی کرده‌است. در این کتاب به تاریجچه فوتبال، تأثیرات اجتماعی فوتبال و بازیکنان معروف فوتبال در کشورهایی مانند آلمان، ترکیه، ایران، ایتالیا، اسپانیا و آرژانتین پرداخته شده‌است. |
| ۱۳۹۱       | نیمکت داغ شابک ‎۹۷۸-۶۰۰-۷۲۸۳-۲۳-۳                               | نشر چشمه                       | نویسنده، در کتاب نیمکت داغ: از حشمت مهاجرانی تا الکس فرگوسن و ژوزه مورینیو در سی و یک فصل به توصیف زندگی و رویکرد حرفه‌ای سی و چهار مربی تاریخ ساز فوتبال پرداخته‌است. حمیدرضا صدر سراغ چهره‌های مربی‌گری برجستهٔ تاریخ فوتبال در جهان و ایران رفته و از دنیای مردان شمارهٔ یک فوتبال نوشته‌است. او در سی و یک فصل به بررسی عصر سی و چهار مربی بزرگ فوتبال پرداخته‌است. نیمکت داغ: از حشمت مهاجرانی تا الکس فرگوسن و ژوزه مورینیو تنها روایتی از تاکتیک‌ها و تکنیک‌ها نیست، بلکه حمیدرضا صدر زندگی و آنچه را که این مربیان بیرون از دروازهٔ استادیوم‌های فوتبال رویارویش قرار می‌گرفتند، در این کتاب آورده‌است.او در این اثر به سر مربی‌هایی مانند سپ هربرگر، هلنیو هررا، الف رمزی، والری لوبانوفسکی، ماریو زاگالو، رینوس میشل، سزار منوتی، کارلوس بیلاردو، تله سانتانا، جووانی تراپاتونی، الکس فرگوسن، آریگو ساچی، فابیو کاپلو، گاس هیدینگ، مارچلو لیپی، آرسن ونگر، اوتمار هیتسفلد، اتو رهاگل، رافا بنیتس، ژوزه مورینیو و پپ گواردیولا پرداخته‌است. |
| ۱۳۸۱       | درآم‍دی ب‍ر ت‍اری‍خ س‍ی‍اس‍ی س‍ی‍ن‍م‍ای ای‍ران (۱۳۸۰–۱۲۸۰)شابک ‎۹۶۴-۳۱۲-۶۰۴-۸‬           | نشر نی                         | این کتاب تشریح روند تاریخی سینمای ایران از اولین سال‌های ظهور سینما تا عصر حاضر است. در این روند، تأکید اساسی نگارنده بر جنبه‌های سیاسی سینمای ایران می‍باشد. |

### ترجمه
| سال انتشار | نام کتاب                                 | نویسنده           | انتشارات         | توضیحات |
| ---------- | ---------------------------------------- | ----------------- | ---------------- | ------- |
| ۱۳۹۵       | یه چیزی بگو شابک ‎۹۷۸-۶۰۰-۲۲۹-۶۸۱-۸       | لاوری هالس اندرسن | نشر چشمه         |         |
| ۱۴۰۰       | یونایتد نفرین شده شابک ‎‫‬‭۹۷۸-۶۰۰-۷۲۸۳-۲۲-۶‬‬ | دیوید پیس         | چاپ اول نشر زاوش |         |

- Iranian cinema: a political history, Volume 7 of International library of Iranian studies (به انگلیسی), London: I.B.Tauris, 2006